# Liste der Stolpersteine in Norden (Ostfriesland)
In der Liste der Stolpersteine in Norden (Ostfriesland) werden alle vorhandenen Stolpersteine aufgeführt, die im Rahmen des Projektes Stolpersteine des Künstlers Gunter Demnig in der Stadt Norden im niedersächsischen Landkreis Aurich verlegt worden sind. Vom 17. Juli 2009 bis zum 26. März 2016 wurden insgesamt 98 Stolpersteine an 36 Plätzen in der Stadt Norden verlegt. Die Liste wird vom Ökumenischen Arbeitskreis Synagogenweg Norden e. V. geführt.

## Verlegte Stolpersteine

### Brückstraße
(Das bisherige Haus steht nicht mehr, heute liegen die Steine leicht versetzt vor dem Haus 7 – 8)
- Brückstr. 7 – östl. Straßenseite: Samuel Wolff / Goldine (geb. von der Wall) / Jacob Wolff / Rosi (geb. Schulenklopper) / Gerda Wolff

### Neuer Weg ab Osterstraße
(Die fortlaufende Zählung begann/beginnt an der östl. Straßenseite und gegenläufig zurück)
- Neuer Weg 2 – östl. Straßenseite: Simon Schulenklopper
- Neuer Weg 110 – westl. Straßenseite: Lazarus Weinthal / Julie Weinthal (geb. Treidel)
- Neuer Weg 102 – westl. Straßenseite: Julius Netheim / Anna Netheim (geb. Levy)
- Neuer Weg 25 – östl. Straßenseite: Karl Wolff
- Neuer Weg 87 – westl. Straßenseite: Hermann Schulenklopper / Sophie Gerson (geb. Schulenklopper) / Herbert Gerson
- Neuer Weg 70 – westl. Straßenseite: Heinrich Samson / Paula (geb. Lazarus) / Gerda Mayer (geb. Samson)
- Neuer Weg 66 – westl. Straßenseite: Selma de Löwe (geb. Löwenbach) / Susanne Cossen (geb. de Löwe) / Eduard Cossen / Hans Cossen / Werner Cossen
- Neuer Weg 49 – östl. Straßenseite: David Schulenklopper

### Synagogenweg
- Synagogenweg 2: Moritz Klaber / Helene Klaber (geb. Leib) / Erwin Klaber

### Uffenstraße ab WBZ
(beide Häuser sind nicht mehr vorhanden)
- Uffenstraße (8) – östl. Straßenseite; vor dem Parkplatz, Nähe Auffahrt Richtung Synagogenweg: Simon Schönthal / Goldine Schönthal (geb. Löwenstein) / Martin Schönthal / Friedrich Schönthal / Siegfried Schönthal
- Uffenstraße (19 A) – westl. Straßenseite; neben Zuweg zum Haus/Wohnblock / gegenüber der Mauer an der östl. Straßenseite, vor dem Beginn der Heringstraße: Johanna Stein (geb. Löwenbach)

### Heringstraße
(fortlaufend Richtung Süden, nur ein Haus von zweien ist noch vorhanden)
- Heringstraße 49 (das Haus ist nicht mehr vorhanden) – westl. Straßenseite, vor der Ecke Am Alten Siel: Joseph Altgenug / Sophie Altgenug (geb. Weinberg)
- Heringstr. 21 (das Haus ist noch vorhanden): Nathan Schönthal / Rosa (geb. Altgenug) / Alfred Schönthal / Siegmund Schönthal / Lini Haas (geb. Schönthal) / Ludwig Schönthal

### Kleine Neustraße
(Die Häuser sind nicht mehr vorhanden; die Steine liegen vor der Rasenfläche bzw. vor dem Anliegerparkplatz)
- Kleine Neustraße 3: Frieda Schönthal (geb. Wolff) / Recha Schönthal / Simon Schönthal / Willy Wolf Schönthal
- Kleine Neustraße 4:  Sophie von der Wall / Therese von der Wall

### Sielstraße – ab Rathaus Richtung Süden (alte Zählung)
(Bis auf die Häuser Sielstraße 1 und 23 (heute 5, Ecke Am Alten Siel) steht keines mehr. In der Sielstraße standen die Häuser 1 ff. auf der östlichen, danach absteigend auf der westlichen Straßenseite.)
- Sielstraße 1 – östl. Straßenseite: Samson „Siegmund“Altgenug / Johanna Altgenug (geb. Emanuel) / Hermann Altgenug / Fränzel Altgenug / Baruch Emanuel
- Sielstraße 2 – östl. Straßenseite, vor der Mauer: Auguste Schönthal (geb. Weinberg) / Sophie Schönthal / Moritz Schönthal / Jettchen Schönthal (geb. Wertheim) / Marga Schönthal / Helmut Schönthal / Karl Schönthal
- Sielstraße 77 – westl. Straßenseite, Parkfläche schräg gegenüber, unterhalb des Treppenaufgangs: Louis Goldschmidt
- Sielstraße 6 – auf dem Treppenaufgang, das Haus stand an der östl. Straßenseite (damals noch keine Treppe): Jacob H. Altgenug
- Sielstraße 76 – westl. Straßenseite, oberhalb des Treppenaufgangs: Martha Lemmersmann / Bertha Marchand (geb. Lemmersmann)
- Sielstraße 75 – westl. Straßenseite/daneben, oberhalb des Treppenaufgangs: Martha Löwenstein
- Sielstraße 13 – östl. Straßenseite, jenseits Kleine Neustraße: Dagmar Heymann (geb. Strelitz) / Hans Heymann
- Sielstraße 14 – östl. Straßenseite, daneben vor der Zuwegung zum Haus: Emilie Altgenug (geb. Klein) / Adolf Altgenug / Waldemar Altgenug / Robert Altgenug / Irene Altgenug
- Sielstraße 63 – gegenüber, westl. Straßenseite, Auffahrt Anliegerparkplatz: Sara Schulenklopper / Isaac Schulenklopper
- Sielstraße 61 – daneben, westl. Straßenseite, Auffahrt Anliegerparkplatz: Berta Altgenug (geb. Levy)
- Sielstraße 18 – östl. Straßenseite, am Querweg: Rosa Cossen / Julius von der Wall / Herta von der Wall / Erika von der Wall
- Sielstraße 55 – westl. Straßenseite, nach Hausdurchgang, Ecke Große Lohne: Meyer Aschendorff / Anna Aschendorff (geb. Sichel) / Moritz Verständig / Elise Aschendorff (geb. Aschendorff) / Bella Aschendorff
- Sielstraße 21 – östl. Straßenseite, vor Zuwegung zum Haus: Levy Altgenug / Erna Altgenug (geb. Kirstein)
- Sielstraße 22 – östl. Straßenseite: Samuel Heymann / Jette Heymann (geb. Lemmersmann)
- Sielstraße 23 (heute: 5) – östl. Straßenseite: Lazarus Altgenug / Lina Altgenug
- Sielstraße 26 – jenseits von Am Alten Siel, östl. Straßenseite, hinter der Sielschule, das Haus stand auf der Auffahrt zum Parkplatz: Simon Stahl / Hedwig Stahl (geb. Goldschmidt)

### Schlachthausstraße
- Schlachthausstraße 19 (heute Knyphausenstraße 1; die Steine liegen Ecke Burggraben): Julius Löwenstein / Sara Löwenstein (geb. Scherbel) / Curt Löwenstein

### Ulrichstraße
- Ulrichstraße 24 – südliche Straßenseite: Sally Speier / Karoline Speier (geb. Katz)

### Große Mühlenstraße
- Große Mühlenstraße 9 – vor dem Postbetriebsgelände: Frieda Lemmersmann (geb. Oljenick)

### Teltingskamp
- Teltingskamp 11 – östl. Straßenseite / Neubau: Jacob Schulenklopper / Pauline Schulenklopper (geb. Katz)